# Lauri Lehtinen
Lauri Aleksanteri Lehtinen (10. srpna 1908 Kerkkoo – 4. prosince 1973 Helsinki) byl finský atlet, běžec na dlouhé tratě, olympijský vítěz v běhu na 5000 metrů v roce 1932.

## Sportovní kariéra
Měsíc před olympiádou v Los Angeles, 19. června 1932, vytvořil světový rekord v běhu na 5000 metrů časem 14:17,0 a stal se tak hlavním favoritem této disciplíny. Ve finálovém závodě běžel neustále v čele spolu se svým krajanem Lauri Virtanenem a domácím Ralphem Hillem. V posledním kole bojovali o vítězství už jen Lehtinen a Hill. Hill se snažil Fina předběhnout, ale ten mu v tom bránil kličkováním a blokováním v cílové rovince. V cíli zvítězil Lehtinen o několik centimetrů, oba dosáhli stejného času 14:30,0. Diváci na olympijském stadionu vítěze vypískali, druhý v cíli Hill však nepodal protest.
Na další olympiádě v Berlíně v roce 1936 získal Lehtinen stříbrnou medaili v běhu na 5000 metrů.